# O gură de aer
O gură de aer (în engleză Coming Up for Air) este un roman din 1939 de George Orwell.